# (38224) 1999 NC41
1999 NC41 (asteroide 38224) é um asteroide da cintura principal. Possui uma excentricidade de 0.09828080 e uma inclinação de 1.66385º.
Este asteroide foi descoberto no dia 14 de julho de 1999 por LINEAR em Socorro.